# SN 2006re
SN 2006re – supernowa typu Ia odkryta 26 października 2006 roku w galaktyce A014139+0619. Jej maksymalna jasność wynosiła 19,66m.